# Z-Source-Inverter

Prinzipschaltung Z-Source-Inverter

Unter einem Z-Source-Inverter (ZSI) versteht man einen Umrichter, der die Eigenschaften eines Current Source Inverter (CSI) und eines Voltage Source Inverter (VSI) kombiniert, um einen Gleichstrom in das Wechselstromnetz einzuspeisen. Dabei kann aufgrund eines gekreuzten Betriebes zweier Induktivitäten (Drossel) und zweier Kapazitäten (Kondensator) die Eingangsspannung in Bezug auf den Ausgang sowohl erhöht (Boost-Betrieb / Hochsetzstellerbetrieb), wie auch verringert werden (Buck-Betrieb / Tiefsetzstellerbetrieb).